# Arisaema griffithii
Arisaema griffithii är en kallaväxtart som beskrevs av Heinrich Wilhelm Schott. Arisaema griffithii ingår i släktet Arisaema och familjen kallaväxter. Inga underarter finns listade.